# Tradescantia ohiensis
Tradescantia ohiensis là một loài thực vật có hoa trong họ Commelinaceae. Loài này được Raf. miêu tả khoa học đầu tiên năm 1814.